# James Graham (1e markies van Montrose)
James Graham, 1e markies van Montrose (25 oktober 1612 - Edinburgh 21 mei 1650) was een Schotse edelman die eerst een convenanter was maar later een aanhanger werd van Karel I van Engeland tijdens de Engelse Burgeroorlog.
James Graham verwierf in 1626 het graafschap van Montrose na de dood van zijn vader John Graham. In 1644 werd James Graham als dank voor zijn steun tijdens de Engelse burgeroorlog verheven tot markies van Montrose door Karel I.
Van 1644 tot 1646 leidde James Graham de Schotse troepen van Karel I met succes. Maar door de nederlaag van Karel I tijdens de Slag bij Naseby deserteerde een groot deel van zijn troepen, waardoor James zich zag genoodzaakt om in september 1646 te vluchten naar Noorwegen.
In maart 1650 landde James op de Orkneyeilanden om het commando op zich te nemen van een kleine troepenmacht. Hij probeerde hopeloos zijn leger uit te breiden en werd op 27 april 1650 verrast door regeringstroepen. Tijdens de daaropvolgende Slag bij Carbisdale werden zijn troepen verslagen en werd James opnieuw gedwongen te vluchten. In de tussentijd had Karel Stuart, de troonsopvolger in ballingschap in Breda, onderhandeld met een delegatie covenanters die hem tot koning van Schotland wilden kronen. Een van de voorwaarden hiervoor was dat hij Montrose uit zijn post moest ontheffen; als symbolische compensatie daarvoor zou hij in de Orde van de Kousenband worden opgenomen. De brief van Karel bereikte Montrose echter te laat. James Graham hoopte te kunnen onderduiken bij Neil MacLeod van Assynt, de toenmalige bewoner van Ardvreck Castle. Neil MacLeod was op het moment van zijn aankomst afwezig. De vrouw van Neil MacLeod, Christine, zou James Graham in de kerkers van het kasteel hebben gelokt en regeringstroepen laten komen. James Graham werd daarna naar Edinburgh geleid, waar hij werd veroordeeld tot de doodstraf door vierendeling, de gebruikelijke straf voor verraders.